# Beaivváš Sámi Našunálateáhter

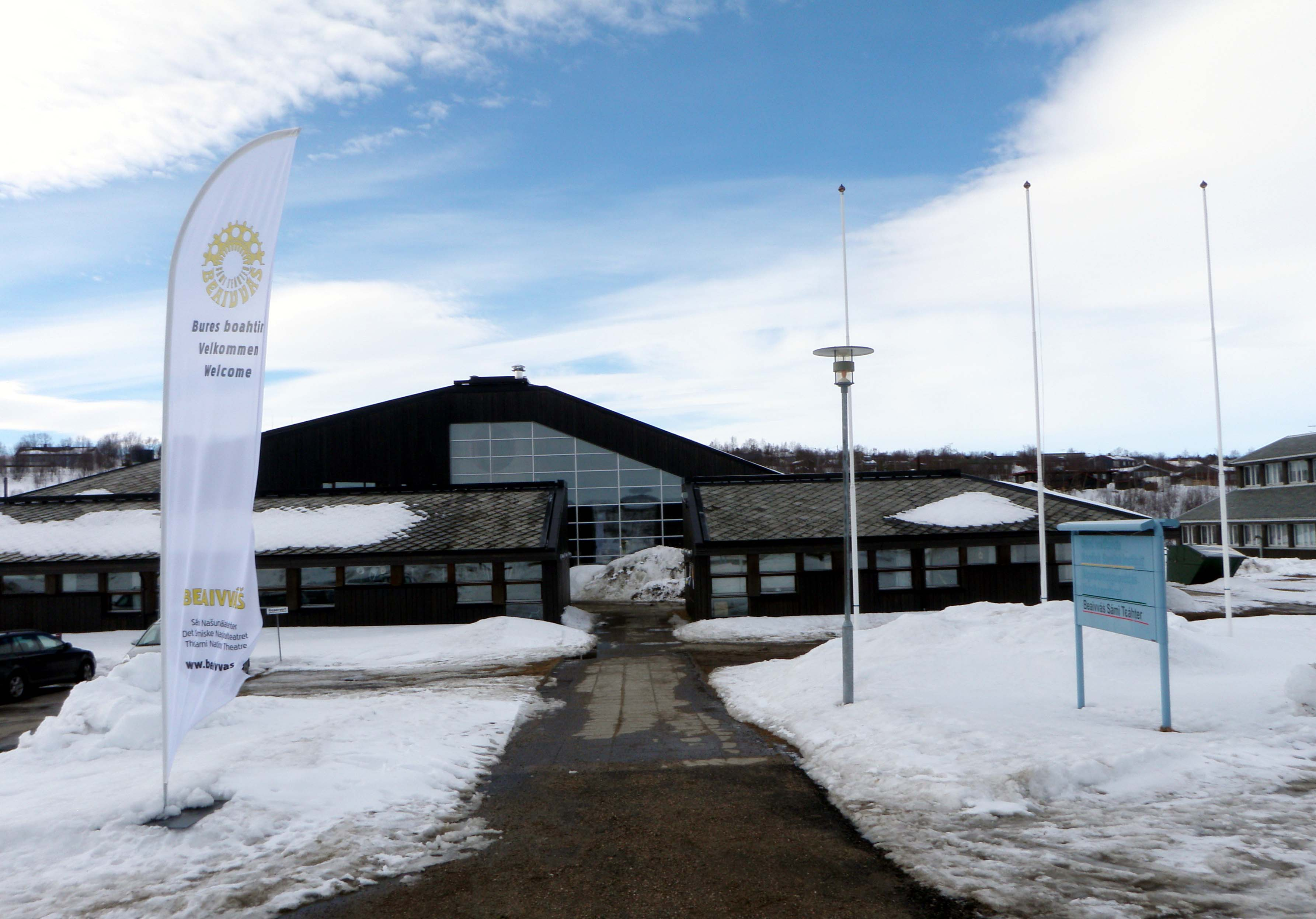
Tidigare lokaler för Beaivváš Sámi Našunálateáhter i Kautokeino Kulturbygg

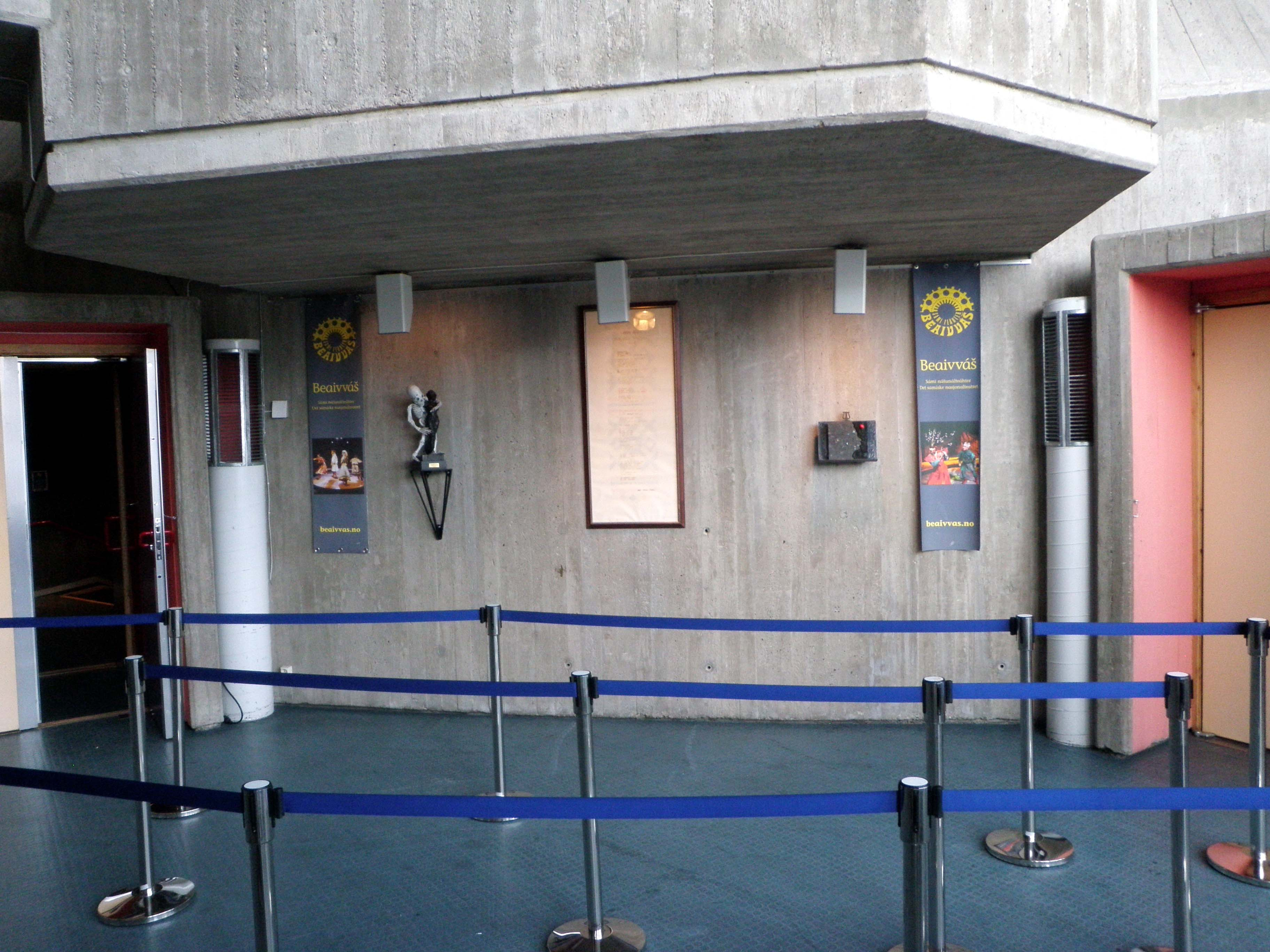
Foajén i tidigare Beaivváš Sámi Našunálateáhter

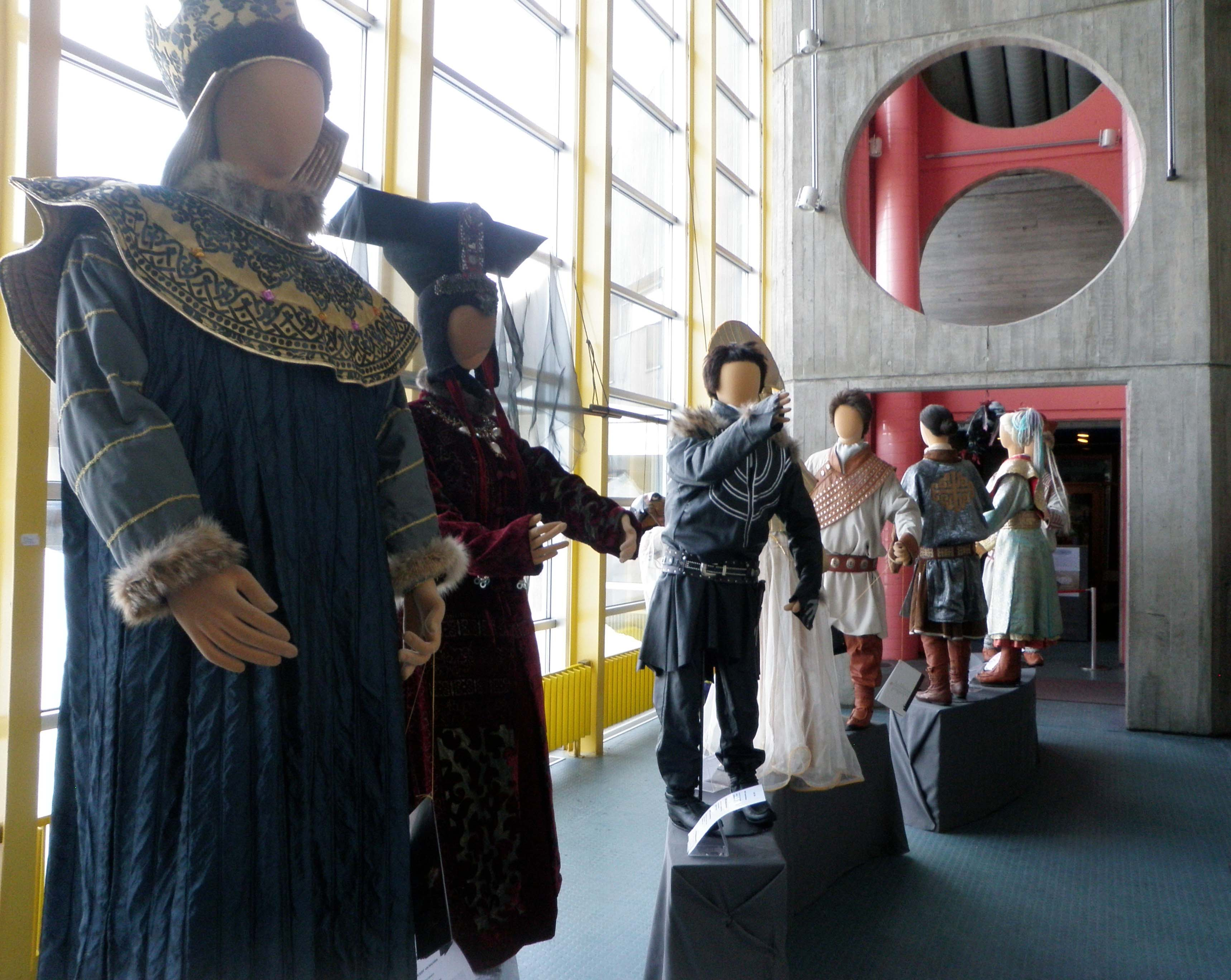
Kostymutställning i tidigare Beaivváš Sámi Našunálateáhter

Beaivváš Sámi Našunálateáhter (norska: Det Samiske Nasjonalteateret Beaivváš), tidigare Beaivváš Sámi Teáhter, är en norsk teater med samiska språk. Den grundades i Kautokeino 1981 som en fri teatergrupp av bland andra Ingor Ánte Áilo Gaup, med artistnamnet Áillos.
Teatern har sedan 1991 fått stöd från norska staten, sedan 2002 från Sametinget i Norge. Den har konstnärligt samarbetat med Samiska högskolan, Teaterhögskolan i Luleå, Musikk i Finnmark, Samiska teatern i Kiruna, Åarjelhsaemien Teatere i Mo i Rana och Tärnaby, samt Hålogaland teater.
Teatern har tidigare legat i Kautokeino Kulturbygg. I augusti 2024 invigdes en ny kombinerad skol- och teaterbyggnad i Kaunokeino för Samisk videregående skole og reindriftsskole och Beaivváš Sámi Našunálateáhter.
 Byggnaden kallas Čoarvemátta ("renhorn") och har ritats av Snøhetta, under medverkan av bland andra Joar Nango, och uppförts av Statsbygg. Pjäsen som spelades vid nyinvigningen var Linnea Axelssons Aednan, dramatiserad och i regi av Leif Stinnerbom från Västanå Teater och med musik av Magnus Stinnerbom.

## Teaterchefer
- 1991–1996 Haukur J. Gunnarsson
- 1997–2002 Alex Scherpf
- 2003–2006 Harriet Nordlund
- 2007–2015 Haukur J. Gunnarsson
- 2016–augusti 2024 Rolf Degerlund[4]
- Från augusti 2024 Per Ananiassen (född 1964)[5]